# Leptodactylus nanus
Leptodactylus nanus är en groddjursart som beskrevs av Cornelius Herman Muller 1922. Leptodactylus nanus ingår i släktet Leptodactylus och familjen tandpaddor. IUCN kategoriserar arten globalt som livskraftig. Inga underarter finns listade i Catalogue of Life.